# Franz Senn

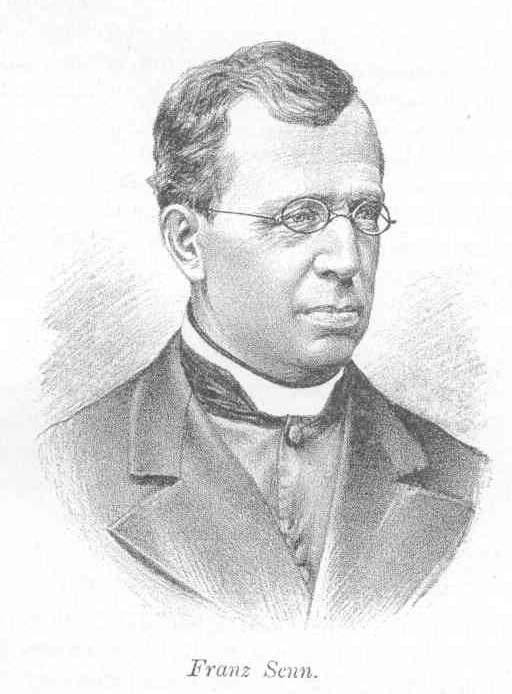

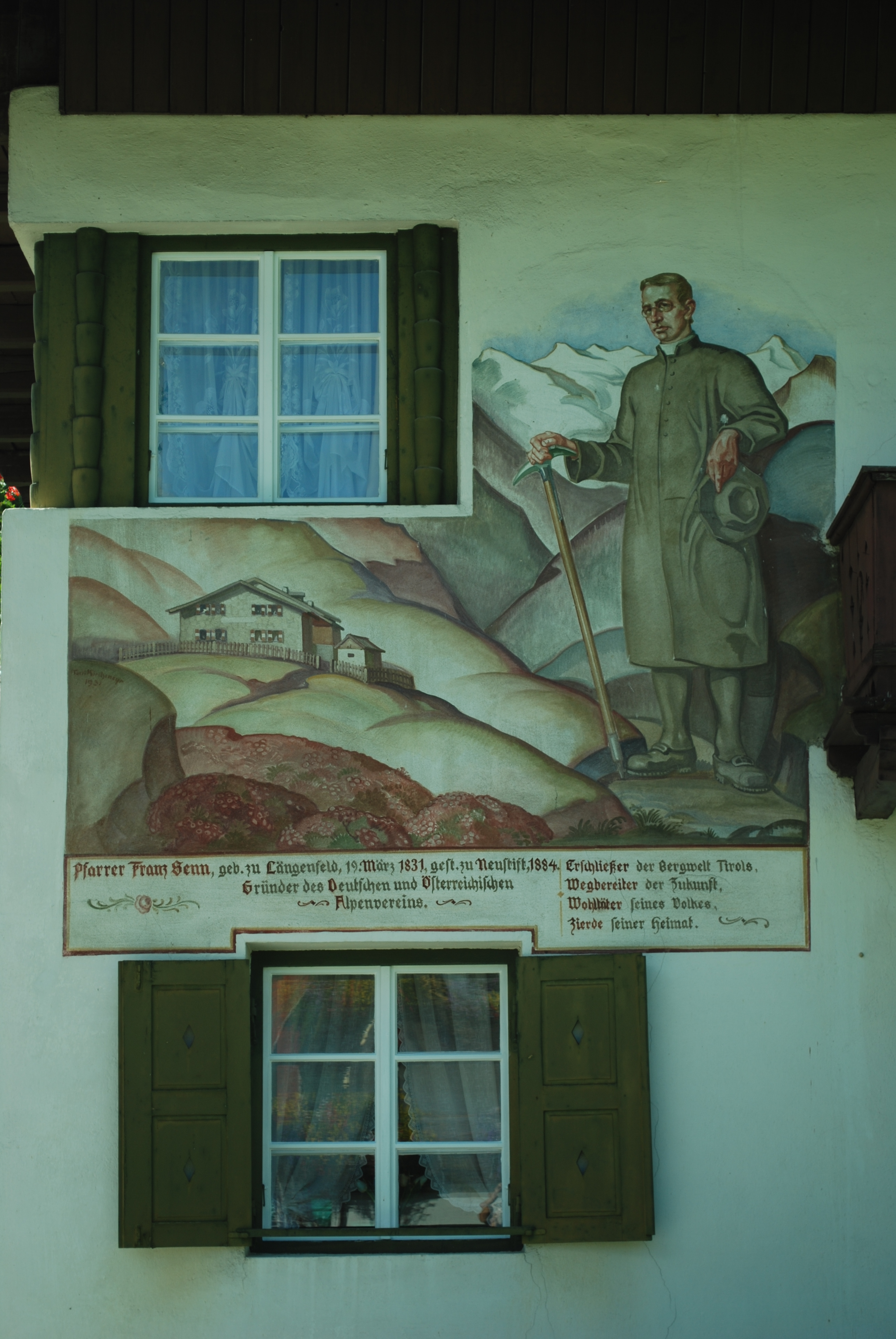
Pfarrer Senn afgebeeld op een huis in het Stubaital

Franz Senn (Längenfeld, 19 maart 1831 - Neustift im Stubaital, 1 januari 1884) was een Oostenrijks pastoor. Hij was een fervente bergbeklimmer en oprichter van de Deutscher Alpenverein (DAV).
Zijn ambtsgebied was het door gletsjers omgeven dorpje Vent in het Tiroler Ötztal, wat hem in combinatie met zijn liefhebberij de bijnaam Gletscherpfarrer (gletsjerpastoor) opleverde. Toen Senn in 1860 als kapelaan het priesteramt in Vent overnam, zag hij al gauw in dat de levensstandaard van de bevolking van het Ötztal verbeterd kon worden door het gebied bereikbaar te maken voor toeristen. Op zijn initiatief werden wegen en bergpaden aangelegd en berghutten gebouwd, eerst rondom Vent, en later ook rondom Neustift in het Stubaital. Franz Senn kan gezien worden als verantwoordelijke voor de toeristische ontsluiting van de gletsjergebieden van de Ötztaler en Stubaier Alpen en als de grondlegger van de toeristensector in Tirol. Zijn geboortehuis in Unterlängenfeld is te bezichtigen en in Neustift geeft een gedenkteken de plek van zijn graf aan. Senn was lid van K.D.St.V. Aenania München, een katholieke studentenvereniging die behoort tot het Cartellverband der katholischen deutschen Studentenverbindungen. De Franz-Senn-Hütte, een in 1885 gebouwde berghut bij Neustift im Stubaital, is naar hem genoemd.